# 唐隆政變
唐隆政變，是710年7月21日（唐中宗景龙四年，唐少帝唐隆元年），由当时中宗之弟弟相王李旦第三子临淄王李隆基和中宗之妹太平公主于唐朝首都长安城共同发起的一场宫廷政变。李隆基以禁軍杀了韋、安乐公主，并彻底剿灭韦氏集团。这次政变的后果是：即位不足一个月的李重茂退位，李旦復辟为唐睿宗，李隆基被立为皇太子，太平公主的权势更加强大， 连唐睿宗和李隆基都忌惮她。

## 背景
唐中宗以神龙政变復辟后，对与其共患难的妻子韦后十分纵容，导致朝政大权被韦后外戚掌握，武则天侄武三思在韦后和昭容上官婉儿的帮助下，位列宰相，在朝堂中形成一个以韦氏为首的武、韦专政集团。他们大肆打压张柬之、崔玄暐、敬晖等神龙政变的功臣势力，激化了其他李唐皇族之间的矛盾。
首当其冲的就是太子李重俊，他并非韦后亲生，安乐公主与其夫武崇训（武三思子）经常侮辱他并想夺了他的太子之位。707年7月，李重俊发动景龍之變，杀死武三思父子，但因皇帝對起事的禁军喊話，最後士兵們倒戈，重俊兵败逃亡，途中被左右所杀。
武三思虽死但韦后的势力更加强大，而当时天下并不安定，多有水旱之灾，而韦后等人只热衷于打压反对势力，培植亲信，朝政混乱。此时的朝堂，韦后及其集团虽然大权在握，但对其痛恨者甚多。

## 经过
710年6月，中宗暴死，传聞韦后和安乐公主下毒暗殺中宗，朝野上下人心惶惶。韦后欲临朝摄政，扶中宗庶子李重茂登基，改元唐隆，并将领南北衙军队交与韦家子弟统领，其独揽大权之心昭然若揭，原親近韋氏的兵部侍郎崔日用暗向李隆基告密，勸其立即發動兵變。於是，李隆基與太平公主的兒子薛崇簡、苑總監鍾紹京等，密謀策劃，欲先發制人。
有人建議，把發動政變的事先向李隆基之父相王李旦報告，李隆基胸有成竹地說：「我為了拯救社稷的危難，為君主、父親救急，成功了福祉歸於宗社，失敗了我因忠孝而死，不連累相王。怎可以報告，讓相王擔心呢！現在報告，相王若贊成，就是害他參與了危險的起事；若他不贊成，我計謀就失敗了。」於是，決定背著相王，立即行動。
唐隆元年（710年）六月庚子日申時，李隆基等人穿便服，進入禁苑，到苑總監鍾紹京住處。這時，鍾紹京反悔，拒絕參加這次政變。但其妻許氏卻堅定地說：「忘身殉國，神必助之。既然參與同謀，即使不參加實質的兵變，勢難免罪。」鍾紹京於是前往拜謁李隆基。入夜後，萬騎果毅李仙鳧、葛福順、陈玄礼等軍官都先後來到，請李隆基發佈命令，終於定于七月廿一夜发动政变。
當夜，葛福顺突袭羽林营，杀分领左右羽林军的韦后族弟卫尉卿韦璿、韦后堂侄长安令韦播、韦后堂甥郎将高嵩，策反了羽林军，并攻入玄德门，李仙凫亦引兵攻入白兽门，于三更会师于凌烟阁。李隆基引兵入称：“韦氏毒死先帝，陰谋危害社稷，今晚應該要一起诛殺诸韦”，守卫内宫的武士纷纷倒戈响应，韦后逃入飞骑营反被斬首；安乐公主、武延秀在内宅格斗良久后被杀；宗楚客、上官婉儿、韦温、内将军贺娄氏（女）、赵履温等人也陆续被殺，并于全城搜捕韦氏集团人员，声言凡身高高於马鞭的男性皆處死，但崔日用率兵杀诸韦时却“襁褓儿无免者”（然而韦氏家族仍然有后人如韦会，并未灭绝）。韦后党羽宰相尚书令韦巨源认为身为大臣必须赴难，出行到都街，被乱兵杀死。韦后面首马秦客、杨均、叶静能等被枭首。韦后被暴尸于市。此外殿中监张涉等人也被杀。

## 后续
政变集团又分别在华州、怀州捕杀在外的宰相纪处讷、张嘉福。710年7月24日，太平公主逼李重茂退位，李旦登上帝位，是为唐睿宗，改元景云。李旦嫡长子李成器鉴于“国治以序，国乱以功”，主动提出将太子之位让给李隆基。三天后，李隆基被立为太子。此次政变虽结束了韦皇后集团控制朝堂的状况，但代之以太子李隆基与太平公主的对抗，而睿宗如同高宗及中宗一样，无法处理近親干政的局面。
两个月后，中宗庶长子谯王李重福潜入洛阳，意图夺取洛阳称帝恢复中宗皇统，很快失败。李重福被迁到集州，睿宗令中郎将率武士五百人守备。
712年7月睿宗禪讓，號稱上皇。李隆基即位，是为唐玄宗。但太上皇仍然掌握三品以上人事权，且七名宰相五个出自太平公主门下。
713年7月先天政變，玄宗誅殺太平公主，结束了自中宗朝以来，朝局多年混乱，以及武则天以来后妃专权干政的局面。714年李重茂死于房州刺史任上。至此，虽然中宗孙湖阳王李宗晖尚在世，但中宗系再无挑战睿宗系的可能。